# Eva Carrington
Evelyn Victoria Anne Chandler, generalmente conocida como Eva Carrington (Londres, 1888-1979), fue una actriz, modelo de artistas y aristócrata británica, hermana de la también modelo y actriz Gladys Carrington.
Posó especialmente para James McNeill Whistler, entre 1879 y 1902: A Dancing Woman in a Pink Robe Seen from the Back (1888-1890), Bead Stringers (c. 1898), Eva and Gladys Carrington Seated on a Sοfa (c. 1898), Flesh Colour and Silver (c. 1898), The Tambourine (c. 1900-1902)…
Como actriz, destacó por su trabajo en la comedia musical The Catch of the Season. Según The New York Times, poco antes de casarse con el Barón de Clifford, estaba interpretando un pequeño papel en la comedia infantil Bluebell in Fairyland.

## Datos biográficos
Su matrimonio con Jack Southwell Russell, 25.º Barón de Clifford, en febrero de 1906, constituyó un verdadero escándalo para la sociedad de la época, adoptando el tratamiento de lady Clifford. A su muerte, se casó con el capitán Roy Arthur Stock, en 1913. Tras el fallecimiento de este último, en 1922, contrajo terceras nupcias con George Vernon Tate, nieto del fundador de la Tate Gallery, exjugador de críquet y, más tarde, presidente de la empresa azucarera Tate & Lyle.
Su hijo Edward heredó el título de Barón de Clifford.

## Obras en las que aparece (relación incompleta)
| Obra | Título                                            | Autor                  | Fecha        | Técnica              | Dimensiones    | Localización                              | Observaciones |
| ---- | ------------------------------------------------- | ---------------------- | ------------ | -------------------- | -------------- | ----------------------------------------- | --- |
|      | A Dancing Woman in a Pink Robe Seen from the Back | James McNeill Whistler | 1888-1890    | Carboncillo y aguada | 71,12 x 23 cm  | Hunterian Museum and Art Gallery, Glasgow | |
|      | Bead Stringers                                    | James McNeill Whistler | c. 1898      | Pintura al pastel    | 18 x 27,3 cm   | Hunterian Museum and Art Gallery, Glasgow | |
|      | Eva and Gladys Carrington Seated on a Sοfa        | James McNeill Whistler | c. 1898      | Pintura al pastel    | 27,4 x 17,7 cm | Hunterian Museum and Art Gallery, Glasgow | |
|      | Flesh Colour and Silver The Card Players          | James McNeill Whistler | c. 1898      | Óleo sobre tabla     | 12,6 x 21,2 cm | Hunterian Museum and Art Gallery, Glasgow | Existe una primera versión de esta obra, realizada por el propio Whistler hacia 1895, para la que posaron dos de las hermanas Pettigrew. |
|      | The Tambourine                                    | James McNeill Whistler | c. 1900-1902 | Pintura al pastel    | 27,3 x 18 cm   | Hunterian Museum and Art Gallery, Glasgow | |